# Mauricio Arteaga
Mauricio José Arteaga Sánchez (né le 8 août 1988 à Cuenca) est un athlète équatorien, spécialiste de la marche.
Il remporte son premier titre sur 10 km lors des Championnats d'Amérique du Sud juniors d'athlétisme 2007. Il participe au 20 km des Jeux olympiques de Londres en 2012. Il améliore son record personnel du 20 km, en 1 h 21 min 39 s, lors des Championnats du monde par équipes 2016 à Rome, où il est médaille de bronze par équipes.